# Astiphromma gilvicrus
Astiphromma gilvicrus là một loài tò vò trong họ Ichneumonidae.